# Morti nel 1097
| Questa pagina contiene informazioni ricavate automaticamente dalle voci biografiche con l'ausilio del template Bio e di un bot. L'aggiornamento è periodico e automatico e ricostruisce completamente la pagina. Se manca una persona in questa lista, sei pregato di non aggiungerla, ma accertati piuttosto che la sua voce biografica contenga il template Bio e che i dati anagrafici siano correttamente compilati. Se il template Bio manca, inseriscilo tu stesso o, in alternativa, metti l'avviso {{tmp\|Bio}} che ne segnala la mancanza. Se i dati riportati sono sbagliati, correggi direttamente la voce biografica; le modifiche saranno visibili in questa lista entro pochi giorni. Per chiarimenti vedi il progetto biografie. La lista contiene solo le 17 persone che sono citate nell'enciclopedia e per le quali è stato implementato correttamente il template Bio. Pagina aggiornata al 10 ago 2025. |

- 2 gennaio - Oddone di Bayeux, vescovo cattolico e politico normanno
- 20 febbraio - Minamoto no Tsunenobu, poeta giapponese (n. 1016)
- 7 marzo - Altwin, cardinale e vescovo tedesco
- 20 agosto - Alberto Azzo II d'Este, nobile italiano (n. 1009)
- 24 settembre - Arnolfo III di Milano, arcivescovo cattolico italiano
- 9 novembre - Erfo di Münster, vescovo cattolico tedesco
- Adelelmo di Burgos, abate francese
- Berengario Raimondo II di Barcellona, conte (n. 1054)
- Anushtigin, sovrano turco
- Ingemund, nobile norvegese
- Ugo Malmozzetto, condottiero normanno
- Marpa, tibetano (n. 1012)
- Ekinchi ibn Qochar
- Sancha d'Aragona, contessa
- Petar Svačić, re croato
- Al-Mubashshir ibn Fatik, filosofo e matematico arabo (n. 1019)
- Ermanno d'Altavilla, cavaliere medievale normanno